# Divine Discontent
Divine Discontent é o quarto álbum de estúdio da banda Sixpence None the Richer, lançado a 29 de outubro de 2002.

## Faixas
1. "Breathe Your Name" – 3:56
2. "Tonight" – 3:52
3. "Down and Out of Time" – 3:28
4. "Don't Dream It's Over" – 4:03
5. "Waiting on the Sun" – 2:54
6. "Still Burning" – 4:02
7. "Melody of You" – 4:50
8. "Paralyzed" – 3:54
9. "I've Been Waiting" – 4:19
10. "Eyes Wide Open" – 3:28
11. "Dizzy" – 6:36
12. "Tension Is a Passing Note" – 3:30
13. "A Million Parachutes" – 6:19